# Alfa Romeo Tonale
L'Alfa Romeo Tonale és un automòbil produït per l'empresa italiana Alfa Romeo des del febrer de 2022. És un SUV crossover compacte de cinc places que s'ubica per sobre de l'Alfa Romeo Junior i per sota de l'Alfa Romeo Stelvio de la gamma SUV crossover de la marca. Conegut internament com a 965, el Tonale va ser el primer Alfa Romeo amb propulsió híbrida i el primer model nou comercialitzat per la marca en sis anys. Rep el nom del pas de muntanya de Tonale al nord d'Itàlia.
El Tonale Concept es va presentar el març de 2019 al Saló de l'Automòbil de Ginebra. Compta amb la transmissió híbrida endollable del Jeep Renegade, amb un motor de gasolina muntat al davant i un motor elèctric al darrere. Se'n van presentar diferents modes de conducció: mode d'alimentació dual per al màxim rendiment, mode natural per a l'ús diari i eficiència avançada només per a la propulsió elèctrica. Els paràmetres addicionals de la pantalla tàctil permeten ajustar encara més el comportament de l'accelerador, la resposta de frenada i la sensació de la direcció. L'agost de 2022 es va presentar una versió rebatejada i redissenyada com a Dodge Hornet, exclusiva per al mercat estatunidenc com el SUV més petit de Dodge.

## Galeria

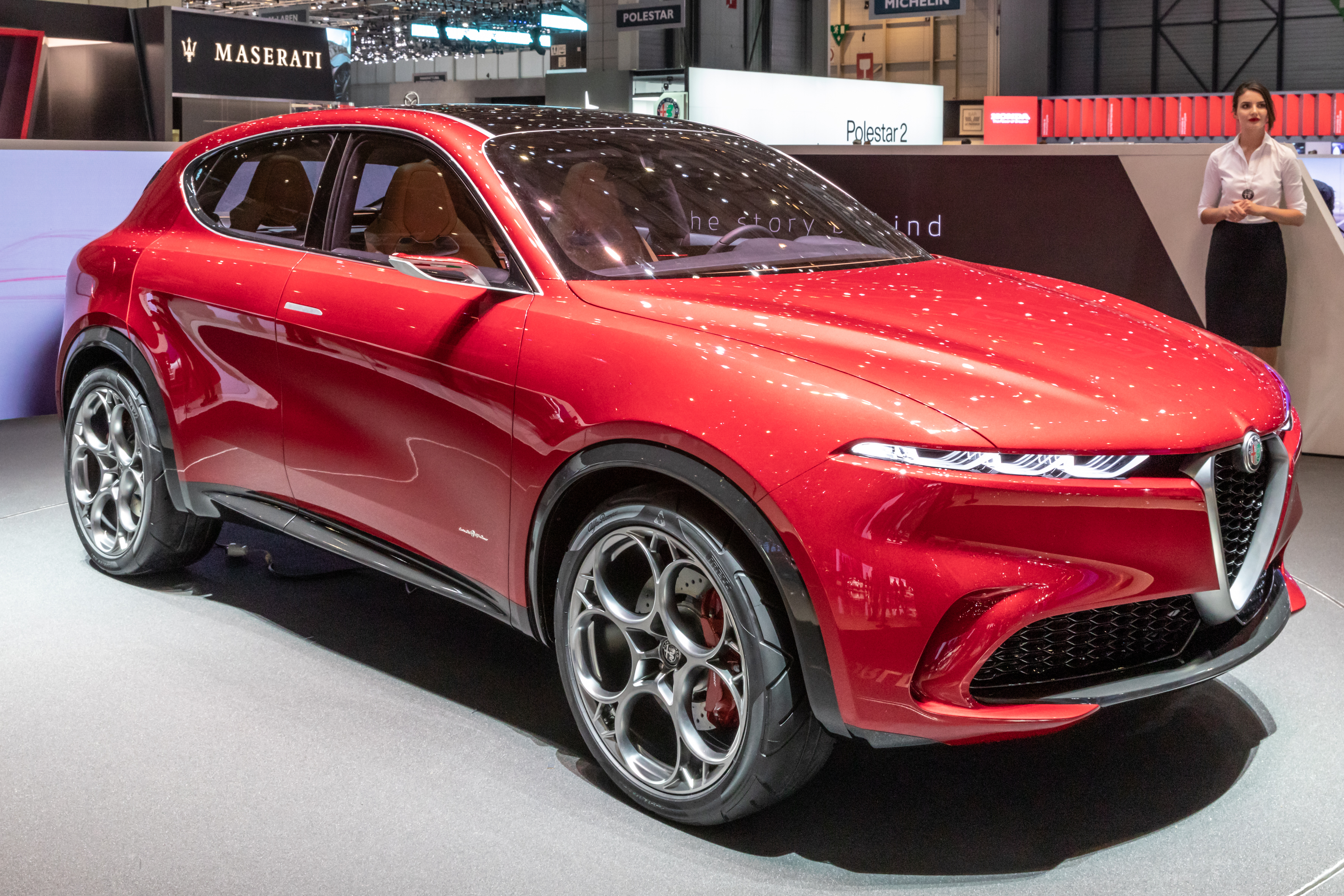
Vista frontal
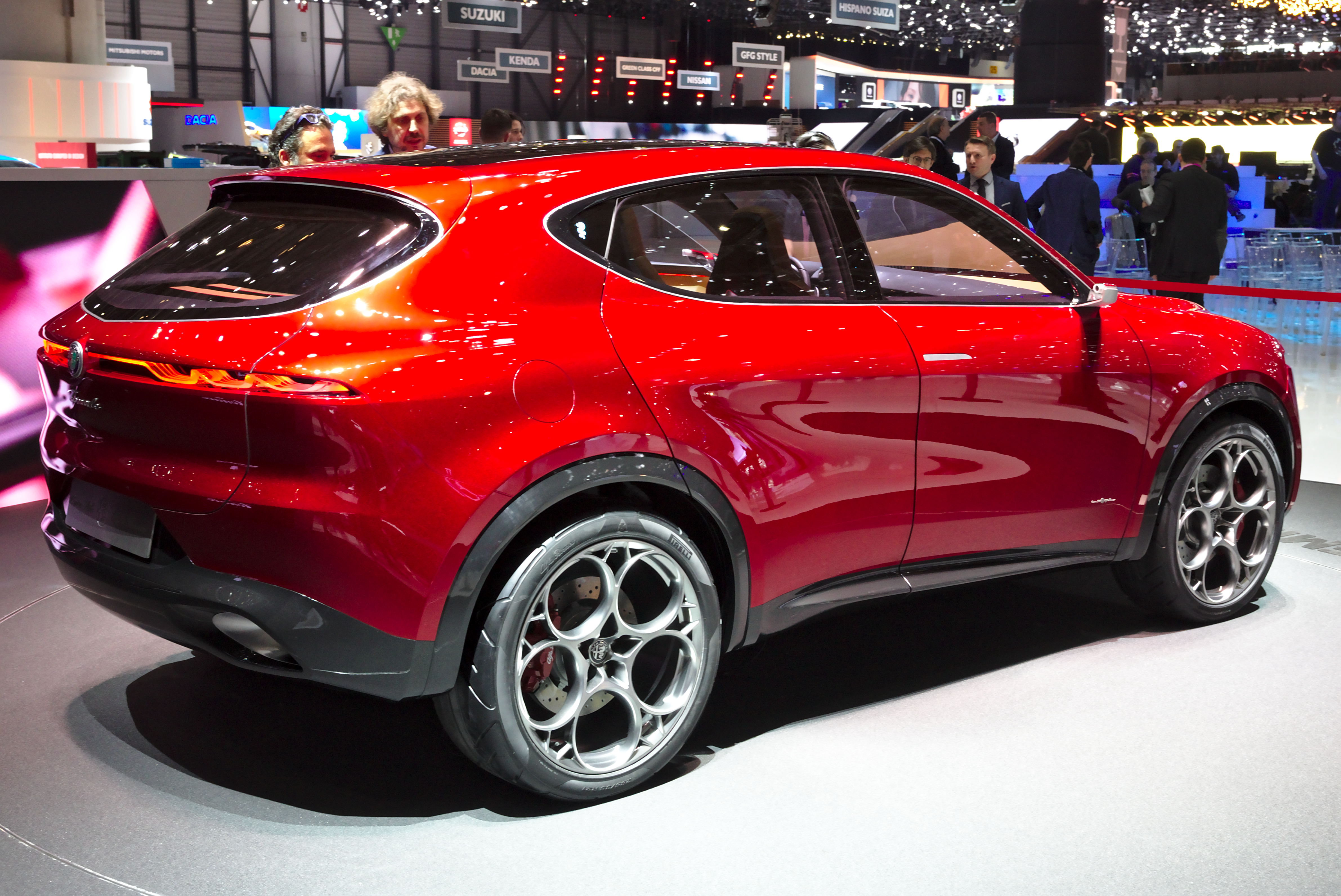
Vista posterior
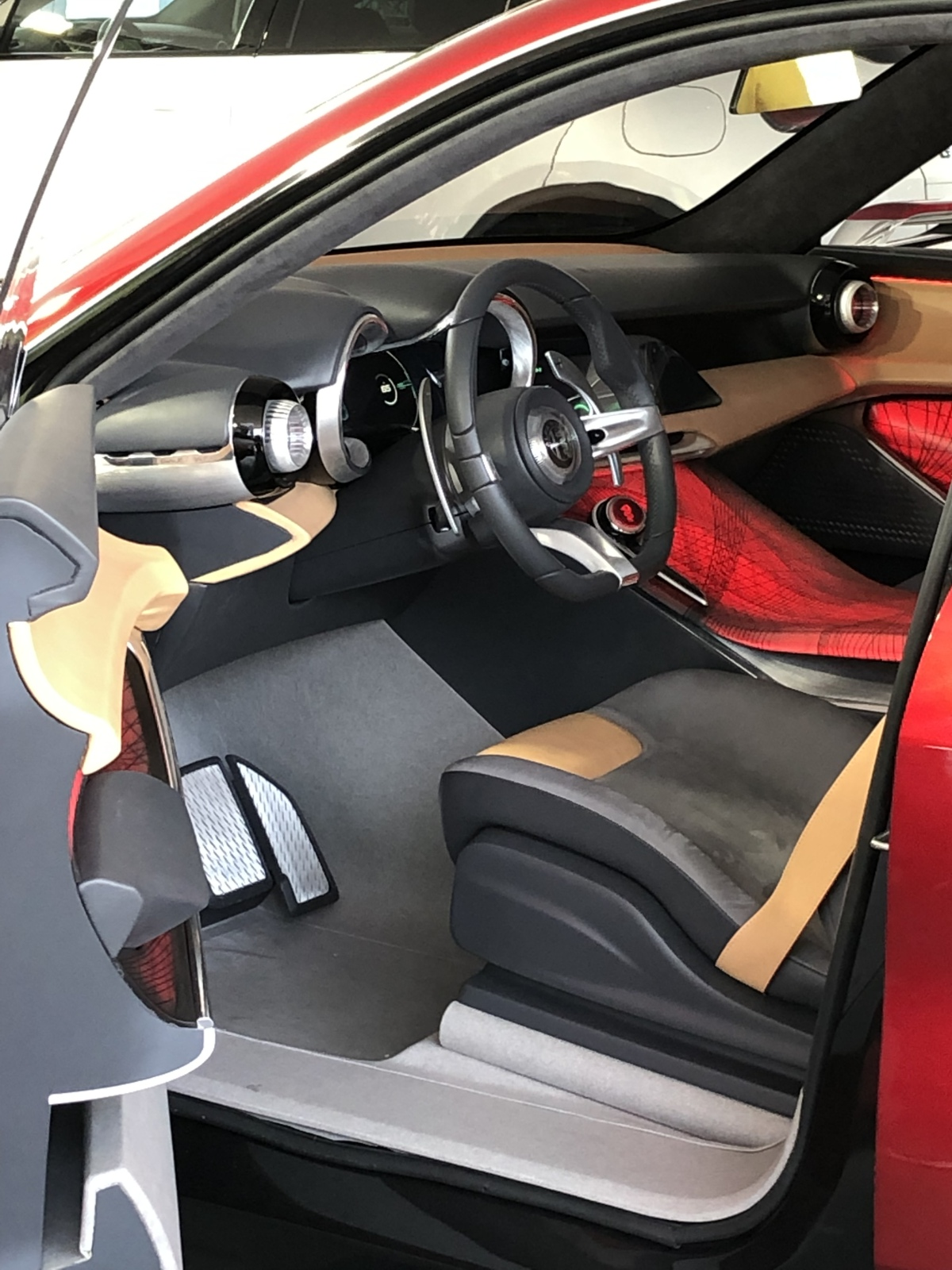
Interior